# Adrianus Biesheuvel
Adrianus Biesheuvel (Hardinxveld, 2 mei 1909 - Katwijk, 31 december 1986) was een Nederlandse politiefunctionaris. Samen met zijn collega Willem de Groot was hij verantwoordelijk voor de arrestatie van zo'n 120 Joden.

## Levensloop

### Vroege jaren
Biesheuvel werd na de Ulo en militaire dienst hulpagent in Katwijk. Eind 1933 werd hij gemeenteveldwachter in Vianen. Acht jaar later maakte hij de overstap naar de gemeentepolitie in Ede. Samen met zijn vrouw woonde hij aan de Brinkweg 2. Begin 1942 volgde hij de cursus Politie Opleidings Bataljon in Schalkhaar, een speciale politieopleiding met een duidelijke nationaalsocialistische signatuur.

### Jodenjager bij de Leidse politie
Vanwege de gezondheid van zijn vrouw werd Biesheuvel in maart 1943 overgeplaatst. Biesheuvel kwam te werken als rechercheur bij de Documentatiedienst in Leiden, die zichzelf het best liet omschrijven als een politieke politiedienst die samenwerkte met de Sicherheitsdienst. Als partner kreeg Biesheuvel Willem de Groot toegewezen. Een van zijn eerste klussen was de ontruiming van het Joodse weeshuis Machseh Lajesoumim. Het weeshuis werd omsingeld waarna eenenvijftig kinderen en een tiental personeelsleden per trein naar kamp Westerbork werden afgevoerd. Een week later vond een twintigtal kinderen de dood in het nazivernietigingskamp Sobibór in Oost-Polen.
In de maanden daarna arresteerden De Groot en Biesheuvel meerdere keren Joodse onderduikers. Op 9 juni 1943 waren vijf onderduikers aan de Herengracht 74 in Leiden de klos. Een dag later ondergingen vijf onderduikers in het huis ernaast hetzelfde lot. In de periode die daarop volgde pakte het duo mensen op in Sassenheim, Utrecht, Enkhuizen, Strijen, Roosendaal, Noordwijk, Dordrecht, Hilversum en Rotterdam. De grootste vangst vond plaats op 25 juli 1943 in Hillegom, waarbij twaalf Joden en vijf helpers werden overgebracht naar het Leidse politiebureau. 
Ook in zijn vroegere woonplaats Ede dook Biesheuvel op. In juni 1942 had de Landelijke Organisatie voor Hulp aan Onderduikers de familie Hoog aan de Brouwerstraat 32 gepolst of zij Joodse onderduikers wilde opnemen. Zij vonden het riskant en namen Biesheuvel in vertrouwen. Sinds zijn vertrek naar Leiden had de familie niets meer van Biesheuvel gehoord, totdat hij maandagavond 30 augustus 1943 voorreed, in het gezelschap van De Groot en de Edese politieman Abraham Kipp. Zij namen de vier leden van de  Duits-Joodse familie Metzger mee en ontfermden zich, nu ze er toch waren, over 950 gouden tientjes. Dezelfde avond nog werden aan de Boschlaan in Veenendaal nog eens zeven onderduikers opgepikt. In totaal zouden De Groot en Biesheuvel verantwoordelijk zijn voor de arrestatie van 120 tot 160 personen. 
Na de oorlog verklaarde Biesheuvel dat hij bij de Leidse politiecommissaris Ulrich Hoffmann had gevraagd om ander werk. Hoffmann zou hebben gezegd dat hij het beschouwde als werkweigering wanneer Biesheuvel zijn orders niet uitvoerde, waarna Biesheuvel zich erbij had neergelegd.

### De Groot doodgeschoten
De Groot en Biesheuvel bezochten op 17 januari 1944 het huis van Piet van Egmond in Rijnsburg. De politiemannen hadden de tip gekregen dat daar Sara Philipson, 3 jaar oud en nota bene het vroegere buurmeisje van De Groot, zat ondergedoken.  Zij vroegen de weg, maar werden door een voorbijganger aanvankelijk de verkeerde kant op gestuurd. Diezelfde persoon waarschuwde Van Egmond. 
Het Joodse meisje was (waarschijnlijk) alleen thuis samen met de huishoudelijke hulp Albertha Colijn. Van Egmond haastte zich intussen naar de pastorie van predikant Henk Post. Daar trof hij de verzetsman Jan Wildschut aan in het gezelschap van de broers Marinus en Johannes Post. Marinus Post was tegen ingrijpen, maar Johannes Post en Jan Wildschut waren voor actie. Het besluit viel dat Van Egmond het huis aan de achterkant zou binnenvallen en Wildschut aan de voorkant. Wildschut stond als eerste oog in oog met beide dienders. Hij schoot De Groot neer, deze overleed in de avond aan zijn verwondingen. Waarschijnlijk weigerde Wildschuts pistool toen hij Biesheuvel probeerde te doden. Het dienstmeisje vluchtte vervolgens dwars door de velden, met Sara Philipson, naar haar moeder. Later werd Philipson ondergebracht bij een broer van de vrouw van Van Egmond. Zij overleefde de oorlog.

### Overplaatsing naar Schagen
Biesheuvel was ontdaan vanwege het incident en vroeg overplaatsing aan. Zijn standplaats was vanaf juli 1944 Schagen. Daar liet hij een heel andere kant van zichzelf zien. Biesheuvel waarschuwde de inwoners meerdere keren voor razzia's en fietsenvorderingen. Ook weigerde hij meerdere keren opdrachten voor de Duitsers uit te voeren.

### Veroordeling
Na de Duitse capitulatie in mei 1945 kreeg Biesheuvel aanvankelijk huisarrest opgelegd door de Binnenlandse Strijdkrachten in Leiden. Toen hij zich twee weken later moest melden voor verhoor bleek hij gevlucht te zijn naar Schagen. Bij zijn terugkeer in Leiden werd hij alsnog gearresteerd en vastgezet in het Huis van Bewaring in Scheveningen. In 1948 werd Biesheuvel door het Bijzonder Gerechtshof in Den Haag veroordeeld tot dertien jaar gevangenisstraf.
Biesheuvel overleed in 1986 in Katwijk.

## Persoonlijk
Biesheuvel was getrouwd met Alida Mark.